# Gà cay Trùng Khánh
Gà cay Trùng Khánh (giản thể: 辣子鸡; phồn thể: 辣子雞; Hán-Việt: Lạt tử kê; bính âm: làzijī) là một món ăn của ẩm thực Tứ Xuyên. Đây là một món xào, bao gồm những miếng thịt gà được tẩm ướp sau đó chiên giòn và xào cùng với ớt khô Tứ Xuyên, tương đậu cay, ớt Tứ Xuyên, tỏi và gừng.
Hạt mè nướng và hành lá cắt lát thường được dùng để trang trí món ăn. Thực khách dùng đũa gắp từng miếng gà ra bát, để riêng phần ớt.
Đặc trưng của món ăn này là thịt gà chiên với rất nhiều ớt, có vị thơm và tê nhẹ của tiêu Tứ Xuyên (hay còn gọi là hoa tiêu). Chính xác món này phải ớt nhiều hơn thịt gà, bạn vừa ăn vừa dùng đũa xới để tìm miếng gà ẩn trong 1 đống ớt.
Gà cay Trùng Khánh có nguồn gốc gần Ca Lạc Sơn ở Trùng Khánh, nơi các chủ nhà hàng sử dụng gà thả rông nhỏ từ các trang trại gần đó. Gia cầm này đã trở thành một mặt hàng xuất khẩu đặc trưng cho Ca Lạc Sơn.